# L'Italia al Plata
L'Italia al Plata è stato un quotidiano uruguaiano in lingua italiana fondato a Montevideo nel 1882.

## Storia
La testata, originariamente chiamata L'Italia, sorse il 12 ottobre 1882. A crearla erano stati alcuni giornalisti provenienti dal quotidiano L'Era Italiana insieme a quelli della redazione de L'Italia Nuova. Il giornale era d'orientamento democratico, liberale, ed anticlericale. Vicino agli ambienti della colonia italiana legati al commercio, all'imprenditoria ed alla massoneria, L'Italia fu un tenace avversario delle politiche illiberali del presidente uruguaiano Máximo Santos. Venivano proposti ai lettori articoli di politica, di cronaca locale e italiana, di cultura e di spettacolo. Non mancavano poi resoconti sulla vita associativa delle varie istituzioni della comunità italo-uruguaiana nonché iniziative di stampo patriottico o filantropico volte a rafforzare il sentimento identitario degli emigrati.
Col passare degli anni L'Italia, dal 1886 L'Italia al Plata, rafforzò la sua posizione all'interno della comunità italiana e della stampa locale facendosi portavoce e difensore degli immigrati, spesso vittime di soprusi e di ingiustizie da parte delle autorità.
Nonostante la morte degli storici fondatori Desteffanis ed Odicini y Sagra e l'arrivo in direzione di Arturo Pozzilli, L'Italia al Plata mantenne inviolato il suo primato di più importante quotidiano in lingua italiana dell'Uruguay grazie ad una struttura aziendale forte e al prestigio maturato sul campo negli anni precedenti. Sul finire del primo decennio del XX secolo il giornale si spostò su posizioni sempre più nazionaliste e favorevoli all'espansione coloniale italiana in Africa. Nei mesi precedenti lo scoppio della guerra italo-turca L'Italia al Plata, nonostante un numero altissimo di copie vendute, entrò in una fase di crisi e chiuse i battenti nel novembre 1912.